# Mandeville, Louisiana
Mandeville är en ort i Saint Tammany Parish i delstaten Louisiana, USA.